# Minneola (Frucht)

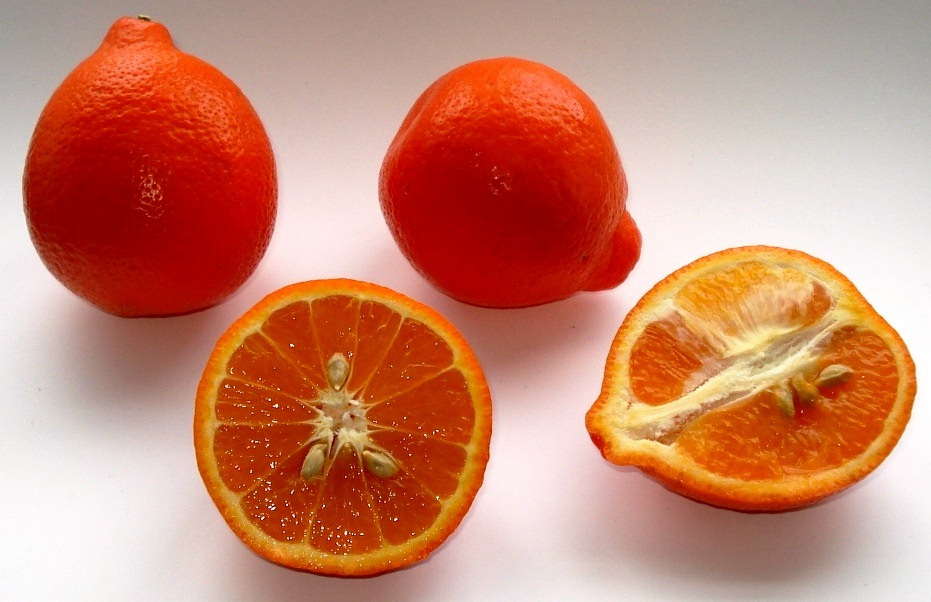
Minneola-Früchte

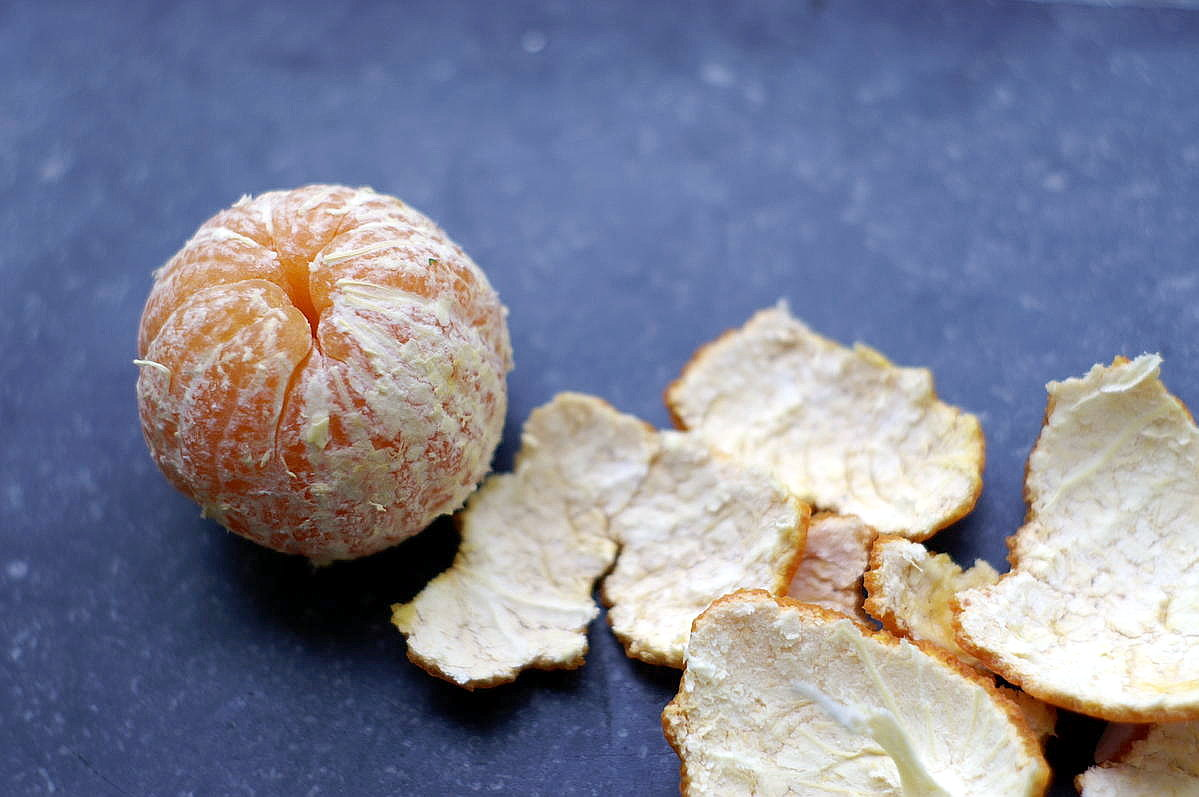
Eine geschälte Minneola

Die Sorte Minneola ist eine Hybride aus den Sorten Grapefruit 'Duncan' und der Mandarine 'Dancy' als Elternteile aus der Gattung der Zitruspflanzen (Citrus). Hybride aus Grapefruit und Mandarine werden als Tangelos zusammengefasst. Die Sorte 'Minneola' wurde 1931 durch die United States Department of Agriculture Horticultural Research Station in Orlando (Florida) in den Handel gebracht.

## Beschreibung
Der Baum der Sorte 'Minneola' wird im Vergleich zu anderen Zitruspflanzen recht groß. Die Laubblätter sind groß mit auffällig lang ausgezogener Spitze.
Die Frucht misst acht bis neun Zentimeter im Durchmesser, sie ist rund mit einer leichten Ausstülpung Richtung Stiel. Die Schale ist glatt, fein genarbt und etwas satter orangefarben als die Orange. Sie ist leicht zu schälen. Das Innere der Frucht teilt sich in zehn bis zwölf Segmente. Die zentrale Achse ist schmal und hohl. Das orangefarbene Fruchtfleisch ist sehr saftig und süß mit einer zart herben Säure. Die Anzahl der Samen beträgt meist etwa sieben bis zwölf, sie sind im Innern grün gefärbt.
Die Sorte 'Minneola' setzt nur wenige Früchte an, wenn sie nicht von anderen Sorten bestäubt wird. Allerdings steigt bei Fremdbestäubung die Anzahl der Samen pro Frucht. Sie reift zwischen Dezember und Februar aus.